# 西贡圣保禄修院

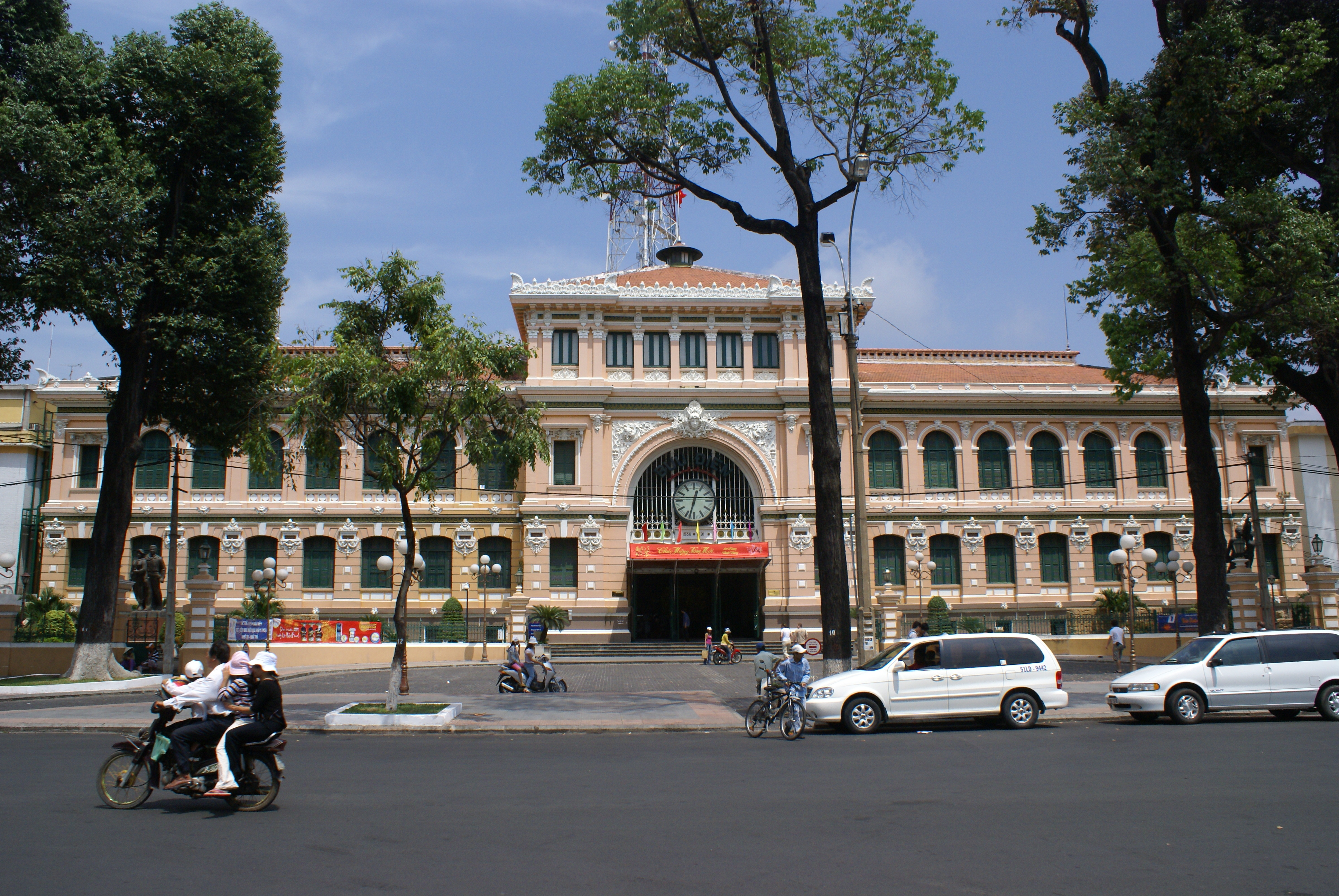
西贡圣保禄修院樣貌

西贡圣保禄修院（Tu viện dòng Thánh Phaolô）是一个圣保禄修女会（Dòng Thánh Phaolô thành Chartres）的修院，位于胡志明市第一郡孙德胜街4号。这座修道院由阮長祚设计，具有法国古典建筑风格，当时主要由士兵建造，于1864年8月10日竣工。它被认为是越南京族建筑师设计的第一座实体建筑。
修院的教堂颇为华丽，有高高的弧形陶瓷天花板。侧门也有浮雕和图案。修院平日只供修女举行内部宗教活动，只在星期日上午7:30为教友举行一次弥撒。